# Copa Libertadores de Futebol de Areia de 2019
A Copa Libertadores de Futebol de Areia de 2019, é a quarta edição do torneio sul-americano de clubes de futebol de areia. A disputa acontece em, Assunção, Paraguai. A competição conta com doze equipes: dez representantes nacionais dos países afiliados à CONMEBOL, um representante do país-sede e o último 
atual campeão da competição, o Vitória.

## Equipes classificadas
| País                              | Equipe           | Classificação                             | Fase           |
| --------------------------------- | ---------------- | ----------------------------------------- | -------------- |
| Argentina · (1 vaga)              | Acassuso         | Campeão do Campeonato Argentino de 2019   | Fase de grupos |
| Bolívia · (1 vaga)                | Hamacas FC       | Campeão do Campeonato Boliviano de 2019   | Fase de grupos |
| Brasil · (1 vaga + atual campeão) | Vitória          | Campeão da Copa Libertadores de 2018      | Fase de grupos |
| Brasil · (1 vaga + atual campeão) | Vasco da Gama    | Campeão do Campeonato Brasileiro de 2019  | Fase de grupos |
| Colômbia · (1 vaga)               | Guaviare BS      | Campeão do Campeonato Colombiano de 2019  | Fase de grupos |
| Chile · (1 vaga)                  | Deportes Iquique | Campeão do Campeonato Chileno de 2019     | Fase de grupos |
| Equador · (1 vaga)                | Fluminense Blasa | Campeão do Campeonato Equatoriano de 2019 | Fase de grupos |
| Paraguai (1 vaga + 1 local)       | Cerro Porteño    | Campeão do Campeonato Paraguaio de 2019   | Fase de grupos |
| Paraguai (1 vaga + 1 local)       | San Bernardino   | Representante Local                       | Fase de grupos |
| Peru · (1 vaga)                   | Tito Drago       | Campeão do Campeonato Peruano de 2019     | Fase de grupos |
| Uruguai · (1 vaga)                | Racing Club      | Campeão do Campeonato Uruguaio de 2019    | Fase de grupos |
| Venezuela · (1 vaga)              | Monagas Dífalo   | Campeão do Campeonato Venezuelano de 2019 | Fase de grupos |

## Fórmula de disputa
Na Fase de Grupos, as doze equipes divididas em três grupos, jogam entre si em turno único dentro de cada grupo. Vitória no tempo regular vale 03 (três) pontos, vitória na prorrogação vale 02 (dois) pontos, enquanto vitória na disputa por pênaltis vale 01 (um) ponto. Os dois primeiros de cada grupo e os dois melhores terceiros colocados classificam-se às Quartas de Finais. Os vencedores disputam a Semifinal e posteriormente disputam a grande Final.

### Critério de desempate
1. Confronto direto
2. Maior saldo de gols
3. Maior número de gols pró (marcados)
4. Menor número de cartões vermelhos
5. Menor número de cartões amarelos
6. Sorteio

## Fase de grupos
|  | Equipes classificadas à Fase Final |
|  | Equipe eliminada                   |

### Grupo A

#### Classificação
| Time           | P | J | V | V+ | D | GP | GC | SG |
| -------------- | - | - | - | -- | - | -- | -- | -- |
| Monagas Dífalo | 7 | 3 | 2 | 1  | 0 | 13 | 11 | 2  |
| Acassuso       | 6 | 3 | 2 | 0  | 1 | 13 | 9  | 4  |
| Guaviare BS    | 3 | 3 | 1 | 0  | 2 | 13 | 16 | -3 |
| Vitória        | 0 | 3 | 0 | 0  | 3 | 10 | 13 | -3 |

#### Resultados
| Sabado, 14 de setembro | Vitória | 2 – 3 | Acassuso | Parque Olímpico - Ñu Guasú, Assunção |
| 13:00                  |         |       |          |                                      |

| Sabado, 14 de setembro | Guaviare BS | 4 – 5 | Monagas Dífalo | Parque Olímpico - Ñu Guasú, Assunção |
| 14:30                  |             |       |                |                                      |

| Domingo, 15 de setembro | Acassuso | 3 – 3 (pro) | Monagas Dífalo | Parque Olímpico - Ñu Guasú, Assunção |
| 13:00                   |          |             |                |                                      |

|  |       | Penalidades |
|  | 3 – 4 |             |

| Domingo, 15 de setembro | Vitória | 4 – 5 | Guaviare BS | Parque Olímpico - Ñu Guasú, Assunção |
| 14:30                   |         |       |             |                                      |

| Segunda-feira, 16 de setembro | Acassuso | 7 – 4 | Guaviare BS | Parque Olímpico - Ñu Guasú, Assunção |
| 13:00                         |          |       |             |                                      |

| Segunda-feira, 16 de setembro | Monagas Dífalo | 5 – 4 | Vitória | Parque Olímpico - Ñu Guasú, Assunção |
| 14:30                         |                |       |         |                                      |

### Grupo B

#### Classificação
| Time          | P | J | V | V+ | D | GP | GC | SG  |
| ------------- | - | - | - | -- | - | -- | -- | --- |
| Vasco da Gama | 9 | 3 | 3 | 0  | 0 | 22 | 9  | 13  |
| Cerro Porteño | 6 | 3 | 2 | 0  | 1 | 23 | 9  | 14  |
| Tito Drago    | 3 | 3 | 1 | 0  | 2 | 7  | 20 | -13 |
| Racing Club   | 0 | 3 | 0 | 0  | 3 | 7  | 21 | -14 |

#### Resultados
| Sabado, 14 de setembro | Vasco da Gama | 9 – 3 | Racing Club | Parque Olímpico - Ñu Guasú, Assunção |
| 16:00                  |               |       |             |                                      |

| Sabado, 14 de setembro | Tito Drago | 1 – 11 | Cerro Porteño | Parque Olímpico - Ñu Guasú, Assunção |
| 17:30                  |            |        |               |                                      |

| Domingo, 15 de setembro | Vasco da Gama | 6 – 2 | Tito Drago | Parque Olímpico - Ñu Guasú, Assunção |
| 16:00                   |               |       |            |                                      |

| Domingo, 15 de setembro | Racing Club | 1 – 8 | Cerro Porteño | Parque Olímpico - Ñu Guasú, Assunção |
| 17:30                   |             |       |               |                                      |

| Segunda-feira, 16 de setembro | Cerro Porteño | 4 – 7 | Vasco da Gama | Parque Olímpico - Ñu Guasú, Assunção |
| 16:00                         |               |       |               |                                      |

| Segunda-feira, 16 de setembro | Racing Club | 3 – 4 | Tito Drago | Parque Olímpico - Ñu Guasú, Assunção |
| 17:30                         |             |       |            |                                      |

### Grupo C

#### Classificação
| Time             | P | J | V | V+ | D | GP | GC | SG  |
| ---------------- | - | - | - | -- | - | -- | -- | --- |
| Deportes Iquique | 8 | 3 | 2 | 1  | 0 | 13 | 8  | 5   |
| San Bernardino   | 6 | 3 | 2 | 0  | 1 | 16 | 7  | 9   |
| Hamacas FC       | 3 | 3 | 1 | 0  | 2 | 6  | 7  | -1  |
| Fluminense Blasa | 0 | 3 | 0 | 0  | 3 | 6  | 19 | -13 |

#### Resultados
| Sabado, 14 de setembro | San Bernardino | 2 – 0 | Hamacas FC | Parque Olímpico - Ñu Guasú, Assunção |
| 19:00                  |                |       |            |                                      |

| Sabado, 14 de setembro | Deportes Iquique | 4 – 3 | Fluminense Blasa | Parque Olímpico - Ñu Guasú, Assunção |
| 20:30                  |                  |       |                  |                                      |

| Domingo, 15 de setembro | San Bernardino | 4 – 5 (pro) | Deportes Iquique | Parque Olímpico - Ñu Guasú, Assunção |
| 19:00                   |                |             |                  |                                      |

| Domingo, 15 de setembro | Hamacas FC | 5 – 1 | Fluminense Blasa | Parque Olímpico - Ñu Guasú, Assunção |
| 20:30                   |            |       |                  |                                      |

| Segunda-feira, 16 de setembro | Fluminense Blasa | 2 – 10 | San Bernardino | Parque Olímpico - Ñu Guasú, Assunção |
| 19:00                         |                  |        |                |                                      |

| Segunda-feira, 16 de setembro | Hamacas FC | 1 – 4 | Deportes Iquique | Parque Olímpico - Ñu Guasú, Assunção |
| 20:30                         |            |       |                  |                                      |

## Definição de 5º ao 8º lugar
|  | 5º ao 8º lugar   | 5º ao 8º lugar   |   |                | Quinto lugar   | Quinto lugar |  |
|  |                  |                  |   |                |                |              |  |
|  | 19 de setembro   |                  |   |                |                |              |  |
|  | Guaviare BS      | 5                |   |                |                |              |  |
|  | San Bernardino   | 4                |   |                |                |              |  |
|  |                  |                  |   |                |                |              |  |
|  |                  |                  |   |                | 20 de setembro |              |  |
|  |                  |                  |   |                | Guaviare BS    | 5            |  |
|  |                  | Deportes Iquique | 3 |                |                |              |  |
|  |                  |                  |   |                |                |              |  |
|  |                  |                  |   |                |                |              |  |
|  |                  |                  |   |                | Sétimo lugar   |              |  |
|  | 19 de setembro   | 19 de setembro   |   | 20 de setembro | 20 de setembro |              |  |
|  | Hamacas FC       | 3                |   | San Bernardino | 5              |              |  |
|  | Deportes Iquique | 8                |   |                | Hamacas FC     | 7            |  |

### 5º ao 8º lugar
| Quinta-feira, 19 de setembro | Guaviare BS | 5 – 4 | San Bernardino | Parque Olímpico - Ñu Guasú, Assunção |
| 19:00                        |             |       |                |                                      |

| Quinta-feira, 19 de setembro | Hamacas FC | 3 – 8 | Deportes Iquique | Parque Olímpico - Ñu Guasú, Assunção |
| 20:30                        |            |       |                  |                                      |

### Disputa pelo 7º lugar
| Sexta-feira, 20 de setembro | San Bernardino | 5 – 7 | Hamacas FC | Parque Olímpico - Ñu Guasú, Assunção |
| 16:00                       |                |       |            |                                      |

### Disputa pelo 5º lugar
| Sexta-feira, 20 de setembro | Guaviare BS | 5 – 3 | Deportes Iquique | Parque Olímpico - Ñu Guasú, Assunção |
| 17:30                       |             |       |                  |                                      |

## Fase final
|  | Quartas de final | Quartas de final |                |          | Semifinais     | Semifinais     |  |  | Final          | Final |
|  |                  |                  |                |          |                |                |  |  |                |       |
|  | 18 de setembro   |                  |                |          |                |                |  |  |                |       |
|  |                  |                  |                |          |                |                |  |  |                |       |
|  | Monagas Dífalo   | 2 (3)            |                |          |                |                |  |  |                |       |
|  | Monagas Dífalo   | 2 (3)            | 20 de setembro |          |                |                |  |  |                |       |
|  | Guaviare BS      | 2 (2)            |                |          |                |                |  |  |                |       |
|  | Guaviare BS      | 2 (2)            | Cerro Porteño  | 3        |                |                |  |  |                |       |
|  | 18 de setembro   |                  | Cerro Porteño  | 3        |                |                |  |  |                |       |
|  |                  | Monagas Dífalo   | 1              |          |                |                |  |  |                |       |
|  | Cerro Porteño    | Monagas Dífalo   | 1              | 8        |                |                |  |  |                |       |
|  | Cerro Porteño    |                  | 21 de setembro | 8        |                |                |  |  |                |       |
|  | San Bernardino   | 4                |                |          |                |                |  |  |                |       |
|  | San Bernardino   | 4                | Cerro Porteño  | 5        |                |                |  |  |                |       |
|  | 18 de setembro   |                  | Cerro Porteño  | 5        |                |                |  |  |                |       |
|  |                  | Vasco da Gama    | 7              |          |                |                |  |  |                |       |
|  | Vasco da Gama    | Vasco da Gama    | 7              | 7        |                |                |  |  |                |       |
|  | Vasco da Gama    | 20 de setembro   |                | 7        |                |                |  |  |                |       |
|  | Hamacas FC       | 3                |                |          |                |                |  |  |                |       |
|  | Hamacas FC       | 3                | Vasco da Gama  | 2(2)     | Terceiro lugar | Terceiro lugar |  |  |                |       |
|  | 18 de setembro   |                  | Vasco da Gama  | 2(2)     | Terceiro lugar | Terceiro lugar |  |  |                |       |
|  |                  | Acassuso         | 2(0)           |          |                |                |  |  |                |       |
|  | Deportes Iquique | Acassuso         | 2(0)           | 4        | Monagas Dífalo | 6              |  |  |                |       |
|  | Deportes Iquique |                  |                | 4        | Monagas Dífalo | 6              |  |  |                |       |
|  | Acassuso         | 5                |                | Acassuso | 7              |                |  |  |                |       |
|  | Acassuso         | 5                |                |          | 7              |                |  |  |                |       |
|  |                  |                  |                |          |                |                |  |  | 21 de setembro |       |
|  |                  |                  |                |          |                |                |  |  |                |       |

### Quartas de final
| Quarta-feira, 18 de setembro | Monagas Dífalo | 2 – 2 (pro) | Guaviare BS | Parque Olímpico - Ñu Guasú, Assunção |
| 16:00                        |                |             |             |                                      |

|  |       | Penalidades |
|  | 3 – 2 |             |

| Quarta-feira, 18 de setembro | Vasco da Gama | 7 – 3 | Hamacas FC | Parque Olímpico - Ñu Guasú, Assunção |
| 17:30                        |               |       |            |                                      |

| Quarta-feira, 18 de setembro | Deportes Iquique | 4 – 5 | Acassuso | Parque Olímpico - Ñu Guasú, Assunção |
| 19:00                        |                  |       |          |                                      |

| Quarta-feira, 18 de setembro | Cerro Porteño | 8 – 4 | San Bernardino | Parque Olímpico - Ñu Guasú, Assunção |
| 20:30                        |               |       |                |                                      |

### Semifinais
| Sexta-feira, 20 de setembro | Cerro Porteño                                    | 3 – 1     | Monagas Dífalo | Parque Olímpico - Ñu Guasú, Assunção |
| 16:00                       | Pablo Benítez · Edgar Barreto · Carlos Benítez · | Relatório | Renny García · |                                      |

| Sexta-feira, 20 de setembro | Vasco da Gama              | 2 – 2 (pro) | Acassuso             | Parque Olímpico - Ñu Guasú, Assunção |
| 17:30                       | Jordan 18' · Antônio 35' · | Relatório   | Lucas Medero 19' 26' |                                      |

|  |     | Penalidades |
|  | 2-0 |             |

### Disputa pelo 3º lugar
| Sabado, 21 de setembro | Monagas Dífalo                            | 6 – 7 | Acassuso                                             | Parque Olímpico - Ñu Guasú, Assunção |
| 15:00                  | Bacelar , · Garcia , · R. Ramos · Noriega |       | Sirico , · Medero , · Ponzetti , · Benaducci · Lopez | Árbitro: Ivo De Moraes (Brasil)      |

### Final
| Sabado, 21 de setembro | Cerro Porteño                            | 5 – 7 | Vasco da Gama                               | Parque Olímpico - Ñu Guasú, Assunção |
| 16:30                  | Barreto · Carballo , · Ojeda · G.Benitez |       | De Farias , · Soares , · Oliveira , · Souza | Árbitro: José Romo (ARG)             |

## Premiações
| Copa Libertadores de Areia de 2019 |
| Brasil                             |
| ---------------------------------- |
| Vasco da Gama Campeão (3º título)  |

### Prêmios individuais
| Melhor Jogador                        | Melhor Jogador | Melhor Jogador |
| ------------------------------------- | -------------- | -------------- |
|                                       |                |                |
| Artilheiro                            |                |                |
| Sergio Diaz ( San Bernardino) 17 Gols |                |                |
|                                       |                |                |
| Melhor Goleiro                        |                |                |
|                                       |                |                |

Prêmio Fair Play

## Classificação final
| Pos | Time             | J | V | V+ | D | GP | GC | SG  |
| --- | ---------------- | - | - | -- | - | -- | -- | --- |
| 1º  | Vasco da Gama    | 6 | 5 | 1  | 0 | 38 | 19 | 19  |
| 2º  | Cerro Porteño    | 6 | 4 | 0  | 2 | 39 | 21 | 18  |
| 3º  | Acassuso         | 6 | 4 | 0  | 2 | 27 | 21 | 6   |
| 4º  | Monagas Dífalo   | 6 | 2 | 2  | 2 | 22 | 23 | -1  |
| 5º  | Guaviare BS      | 6 | 3 | 0  | 3 | 25 | 25 | 0   |
| 6º  | Deportes Iquique | 6 | 3 | 1  | 2 | 28 | 21 | 7   |
| 7º  | Hamacas FC       | 6 | 2 | 0  | 4 | 19 | 29 | -10 |
| 8º  | San Bernardino   | 6 | 2 | 0  | 4 | 29 | 27 | 2   |
| 9º  | Tito Drago       | 4 | 2 | 0  | 2 | 9  | 20 | -11 |
| 10º | Vitória          | 4 | 0 | 0  | 4 | 10 | 15 | -5  |
| 11º | Racing Club      | 4 | 1 | 0  | 3 | 10 | 23 | -13 |
| 12º | Fluminense Blasa | 4 | 0 | 0  | 4 | 8  | 22 | -14 |